# المرحلة 3 (الكمبري)
المرحلة 3 (باللاتينية: Stage 3)، وهي أول مرحلة من فترة أو النسيقة 2، حيث امتدت من ≈ 521 إلى≈ 514.5 مليون سنة مضت، لمدة 6.5 مليون سنة تقريبا. رغم أنه لم يتم تحديد قاعدته أو قمته بشكل رسمي. إلا أنه تتمثل الخطة في الحد الأدنى لتتوافق تقريبا مع بداية ظهور ثلاثيات الفصوص، منذ 521 مليون سنة، على الرغم من أن الظهور العالمي الغير متزامن لثلاثيات الفصوص يستدعي استخدام علامة متزامنة عالميا منفصلة لتحديد القاعدة.
تم تعريف الحدود العليا وبداية مرحلة 4 بشكل غير رسمي بأول ظهور لجنسين من ثلاثيات الفصوص أولينلوس (الاسم العلمي: Olenellus) أو ريدليكيا (الاسم العلمي: Redlichia) منذ 514.5.

## الاسم والطبقات والمراحل الإقليمية
لم تطلق اللجنة الدولية للطبقات اسما رسميا للمرحلة 3 من الكمبري، ولا يوجد توافق في الآراء بشأن موقع نقطة ومقطع طبقة الحدود العالمية (GSSP) الخاصة بقاعدته.
يمكن ربط هذه المرحلة بالمراحل الإقليمية، الغير مدرجة في النطاق العالمي، مثل «الاتداباني» (Atdabaniense)، المستخدم من قبل الجيولوجيين في سيبيريا، و«الأوفتينسي» (Ovetiense)، المعرفة لمنطقة البحر الأبيض المتوسط.

## الطبقات الحيوية
أقدم ثلاثية فصوص عرفت كانت اللامداديلا (الاسم العلمي: Lemdadella) والتي ظهرت في بداية منطقة فالوتاسبس (Fallotaspis).